# Bracciola Nera
Bracciola Nera ist eine Rotweinsorte, die in der italienischen Region Toskana kultiviert wird. Sie wird im Allgemeinen nicht reinsortig ausgebaut, sondern als Verschnittpartner verwendet. Zugelassen ist ihr Anbau in den Provinzen Massa-Carrara und Pistoia. In der Nähe von Massa wird aus ihr ein guter Tafelwein gekeltert. Anfang der 1990er Jahre betrug die bestockte Rebfläche nur noch 19 Hektar.

## Ampelographische Sortenmerkmale
In der Ampelographie wird der Habitus folgendermaßen beschrieben:
- Die Triebspitze ist offen. Sie ist leicht weißlich flammwollig behaart. Die Jungblätter sind spinnwebig behaart und von gelb-grünlicher Farbe.
- Die mittelgroßen Blätter sind fünflappig und mitteltief gebuchtet. Die Stielbucht ist U-förmig offen. Das Blatt ist spitz gesägt. Die Zähne sind im Vergleich zu anderen Sorten eng gesetzt. Die Blattoberfläche (auch Blattspreite genannt) ist leicht blasig.
- Die walzenförmige Traube ist groß, lang und halb-dichtbeerig. Die rundlichen Beeren sind mittelgroß und von blau-schwarzer Farbe. Die Schale der Beere ist mitteldickwandig.

Die wuchskräftige Rebsorte reift ca. 30 Tage nach dem Gutedel und gilt somit als sehr spät reifend.

## Synonyme
Die Rebsorte Bracciola Nera ist auch unter den Namen Barciuola, Bracciola, Bracciula, Bracciuola, Braciola, Brassola, Brassora, Brazolata und Rappalunga bekannt.